# Kreis Zalaszentgrót
Der Kreis Zalaszentgrót (ungarisch Zalaszentgróti járás) ist ein Kreis im Nordosten des südwestungarischen Komitats Zala. Der Kreis grenzt im Westen an den Kreis Zalaegerszeg und im Südosten an den Kreis Keszthely. Im  Nordosten bildet der Kreis Sümeg (Komitat Veszprém) die Grenze, im Norden die Kreise Vasvár und Sárvár (Komitat Vas).

## Geschichte
Der Kreis ging während der ungarischen Verwaltungsreform Anfang 2013 aus dem gleichnamigen Kleingebiet (ungarisch Zalaszentgróti kistérség) hervor, dass außerdem fünf Gemeinden an die Kreise Zalaegerszeg und Keszthely abgab. Dies entsprach 13,6 % der Fläche bzw. 9,3 % der Bevölkerung des ehemaligen Kleingebiets.

## Gemeindeübersicht
Der Kreis Zalaszentgrót hat eine durchschnittliche Gemeindegröße von 753 Einwohnern auf einer Fläche von 14,13 Quadratkilometern. Die Bevölkerungsdichte des kleinsten und bevölkerungsärmsten Kreises liegt unter dem Komitatsdurchschnitt. Der Kreissitz befindet sich in der einzigen Stadt, Zalaszentgrót, im Zentrum des Kreises gelegen.
| 20 Gemeinden        | Status   | Herkunft Kleingebiet | Einwohnerzahl | Einwohnerzahl | Einwohnerzahl | Fläche (km²) | Bevölkerungs- dichte (Ew./km²) |
| 20 Gemeinden        | Status   | Herkunft Kleingebiet | 01.10.2011    | 01.01.2013    | 01.01.2016    | 01.01.2016   | Bevölkerungs- dichte (Ew./km²) |
| ------------------- | -------- | -------------------- | ------------- | ------------- | ------------- | ------------ | ------------------------------ |
| Batyk               | Gemeinde | Zalaszentgrót        | 384           | 391           | 370           | 8,08         | 45,8                           |
| Döbröce             | Gemeinde | Zalaszentgrót        | 66            | 63            | 73            | 2,70         | 27,0                           |
| Dötk                | Gemeinde | Zalaszentgrót        | 25            | 27            | 36            | 1,72         | 20,9                           |
| Kallósd             | Gemeinde | Zalaszentgrót        | 83            | 91            | 92            | 5,41         | 17,0                           |
| Kehidakustány       | Gemeinde | Zalaszentgrót        | 1.189         | 1.218         | 1.180         | 19,75        | 59,7                           |
| Kisgörbő            | Gemeinde | Zalaszentgrót        | 167           | 165           | 157           | 6,59         | 23,8                           |
| Kisvásárhely        | Gemeinde | Zalaszentgrót        | 49            | 44            | 42            | 4,35         | 9,7                            |
| Mihályfa            | Gemeinde | Zalaszentgrót        | 348           | 368           | 350           | 12,07        | 29,0                           |
| Nagygörbő           | Gemeinde | Zalaszentgrót        | 180           | 166           | 153           | 7,45         | 20,5                           |
| Óhíd                | Gemeinde | Zalaszentgrót        | 601           | 609           | 588           | 12,48        | 47,1                           |
| Pakod               | Gemeinde | Zalaszentgrót        | 921           | 891           | 855           | 12,55        | 68,1                           |
| Sénye               | Gemeinde | Zalaszentgrót        | 28            | 35            | 31            | 3,04         | 10,2                           |
| Sümegcsehi          | Gemeinde | Zalaszentgrót        | 621           | 629           | 619           | 17,44        | 35,5                           |
| Szalapa             | Gemeinde | Zalaszentgrót        | 200           | 208           | 189           | 4,52         | 41,8                           |
| Tekenye             | Gemeinde | Zalaszentgrót        | 417           | 407           | 400           | 6,96         | 57,5                           |
| Türje               | Gemeinde | Zalaszentgrót        | 1.637         | 1.638         | 1.582         | 38,23        | 41,4                           |
| Zalabér             | Gemeinde | Zalaszentgrót        | 727           | 705           | 707           | 12,78        | 55,3                           |
| Zalaszentgrót       | Stadt    | Zalaszentgrót        | 6.626         | 6.634         | 6.448         | 74,65        | 86,4                           |
| Zalaszentlászló     | Gemeinde | Zalaszentgrót        | 870           | 857           | 824           | 19,66        | 41,9                           |
| Zalavég             | Gemeinde | Zalaszentgrót        | 370           | 372           | 359           | 12,11        | 29,6                           |
| Kreis Zalaszentgrót |          |                      | 15.509        | 15.518        | 15.055        | 282,54       | 53,3                           |